# Kis nagy hős
Kis nagy hős (angolul: Everyone's Hero) egy amerikai animációs játékfilm, amelyet Colin Brady, Christopher Reeve és Dan St. Pierre rendezett, 2006-ban.

## Szereplők
| Karakter                   | Angol hang      | Magyar hang      |
| -------------------------- | --------------- | ---------------- |
| Yankee Irving (hangja)     | Jake T. Austin  | Penke Bence      |
| Screwie (hangja)           | Rob Reiner      | Márton András    |
| Lefty Maginnis (hangja)    | William H. Macy | Mikó István      |
| Babe Ruth (hangja)         | Brian Dennehy   | Tóth Zoltán      |
| Drágaság (hangja)          | Whoopi Goldberg | Szabó Éva        |
| Marti Brewster (hangja)    | Raven-Symoné    | Tamási Nikolett  |
| Mr. Robinson (hangja)      | Robert Wagner   | Versényi László  |
| Emily Irving (hangja)      | Dana Reeve      | Bertalan Ágnes   |
| Yankee menedzsere (hangja) | Joe Torre       |                  |
| Stanley Irving (hangja)    | Mandy Patinkin  | Kardos Róbert    |
| Lonnie Brewster (hangja)   | Forest Whitaker | Kossuth Gábor    |
| Hobo Andy (hangja)         | Richard Kind    | Bezerédi Zoltán  |
| Hobo Louie (hangja)        | Ed Helms        | Vass Gábor       |
| Hobo Jack (hangja)         | Ron Tippe       | Bácskai János    |
| Rosetta Brewster (hangja)  | Cherise Boothe  |                  |
| Napoleon Cross (hangja)    | Robin Williams  | Borbiczki Ferenc |